# ماري بويس
ماري بويس (بالإنجليزية: Mary Boyce)‏ (2 أغسطس 1920-4 أبريل 2006) باحثة بريطانية في اللغات الإيرانية متخصصة في الزرادشتية. كانت أستاذة الدراسات الإيرانية في كلية الدراسات الشرقية والأفريقية (SOAS) في جامعة لندن.  سميت جائزة بويس السنوية للجمعية الملكية الآسيوية للمساهمات البارزة في دراسة الدين باسمها.
تلقت تعليمها في مدرسة ويمبلدون الثانوية ثم في كلية شلتنهام للبنات . درست اللغة الإنجليزية وعلم الآثار والأنثروبولوجيا في كلية نيونهام بكامبريدج. 

## جوائز
حصلت على جوائز منها:
- Fellow of the Royal Asiatic Society of Great Britain and Ireland [الإنجليزية]‏.